# Championnat de France de rink hockey de Nationale 2 2015-2016
Navigation
Nationale 2 2014-2015 Nationale 2 2016-2017
L'édition 2015-2016 du Championnat de France de rink hockey de Nationale 2 est une compétition correspondant au seconde échelon du championnat masculin de rink hockey en France.
Organisé sous l'égide de la Fédération française de roller sports, le championnat est composé de deux poules parmi lesquelles dix équipes prennent part à la compétition. Les équipes de chaque poule se rencontrent chacune deux fois, sous la forme de matchs aller-retour. Pour les équipes participantes, le championnat est entrecoupé par la coupe de France. Elles ne peuvent pas participer à des compétitions internationales tel que la coupe CERS ou la Ligue européenne.
Les deux équipes vainqueurs de leur poules obtiennent leur place pour le championnat de Nationale 1 de la saison suivante. Elles s'affrontent dans un match aller-retour devant déterminer le champion de France.
Le Nantes ARH est le tenant du titre.

## Clubs engagés pour la saison 2015-2016
Le règlement prévoit que les équipes ayant terminé de la deuxième place à la huitième place du championnat de Nationale 2 2014-2015 ainsi que les deux derniers de Nationale 1 et les quatre premières équipes des finales du championnat de France de Nationale 3 participent à la compétition.
| \| Tourcoing Noisy-le-Grand St-Brieuc Créhen Villejuif Ploufragan Pacé Roubaix Quintin Ergué-Gabéric \| Localisation des clubs engagés dans la poule Nord du championnat. |
| Tourcoing Noisy-le-Grand St-Brieuc Créhen Villejuif Ploufragan Pacé Roubaix Quintin Ergué-Gabéric                                                                         |

| Club              | Classement 2014-2015 | Entraîneur | Salle(s)                                       |
| ----------------- | -------------------- | ---------- | ---------------------------------------------- |
| Ergué-Gabéric     | 11e Nationale 1      |            | Complexe Sportif de Croas-Spern, Ergué-Gabéric |
| RAC Saint-Brieuc  | 2e Nord              |            | Salle André Pelé, Saint-Brieuc                 |
| US Villejuif      | 3e Nord              |            | Gymnase Paul Langevin, Villejuif               |
| CS Noisy-le-Grand | 4e Nord              |            | Gymnase des Yvris, Noisy-le-Grand              |
| CO Pacé           | 5e Sud               |            | Salle Louison Bobet, Pacé Salle Émeraude, Pacé |
| SPRS Ploufragan   | 5e Nord              |            | Salle Glenan, Ploufragan                       |
| HCF Tourcoing     | 6e Nord              |            | Salle Omnisports de Dinan, Dinan               |
| PA Créhen         | 9e Nord              |            | Complexe sportif Louis Hamon, Créhen           |
| Quintin RC        | 3e Nationale 3       |            |                                                |
| CP Roubaix        | 4e Nationale 3       |            |                                                |

| \| Bouguenais Nantes ARH Poiré-sur-Vie Gazinet-Cestas Vaulx-en-Velin ASTA Nantes Biarritz Gleizé \| Localisation des clubs engagés dans la poule Sud du championnat. |
| Bouguenais Nantes ARH Poiré-sur-Vie Gazinet-Cestas Vaulx-en-Velin ASTA Nantes Biarritz Gleizé                                                                        |

| Club               | Classement 2014-2015              | Entraîneur    | Salle(s)                                  |
| ------------------ | --------------------------------- | ------------- | ----------------------------------------- |
| Biarritz OL        | 12e Nationale 1                   |               | Gymnase Notary, Biarritz                  |
| SA Gazinet-Cestas  | 3e Sud                            |               | Salle du Bouzet, Cestas                   |
| ROC Vaulx-en-Velin | 4e Sud                            |               | Gymnase Ambroise Croizat, Vaulx-en-Velin  |
| ASTA Nantes        | 6e Sud                            |               | Salle du Croissant, Nantes                |
| PR Poiré-sur-Vie   | 7e Sud                            |               | Salle de la Montparière, Poiré-sur-Vie    |
| ALC Bouguenais     | 8e Sud                            | Rodolfo Mouro | Salle de la Neustrie, Bouguenais          |
| RH Gleizé          | 2e Nationale 3                    |               | Palais des sports, Villefranche-sur-Saône |
| Nantes ARH         | 2e Nationale 3 - Pays de la Loire |               | Salle du Croissant, Nantes                |

## Saison régulière

### Tableau synthétique des résultats
| Résultats (dom.\ext.)                                      | PAC | ALE | CSN | CPR | COP | SPRS | QRC | RAC | HCF | USV |
| PA Créhen                                                  |     | -   | -   | -   | -   | -    | -   | -   | -   | -   |
| Ergué-Gabéric                                              | -   |     | -   | -   | -   | -    | -   | -   | -   | -   |
| CS Noisy-le-Grand                                          | -   | -   |     | -   | -   | -    | -   | -   | -   | -   |
| CP Roubaix                                                 | -   | -   | -   |     | -   | -    | -   | -   | -   | -   |
| CO Pacé                                                    | -   | -   | -   | -   |     | -    | -   | -   | -   | -   |
| SPRS Ploufragan                                            | -   | -   | -   | -   | -   |      | -   | -   | -   | -   |
| Quintin RC                                                 | -   | -   | -   | -   | -   | -    |     | -   | -   | -   |
| RAC Saint-Brieuc                                           | -   | -   | -   | -   | -   | -    | -   |     | -   | -   |
| HCF Tourcoing                                              | -   | -   | -   | -   | -   | -    | -   | -   |     | -   |
| US Villejuif                                               | -   | -   | -   | -   | -   | -    | -   | -   | -   |     |
| - Victoire à domicile - Match nul - Victoire à l'extérieur |     |     |     |     |     |      |     |     |     |     |

| Résultats (dom.\ext.)                                      | BOL | SAGC | ROC | ASTA | PR | ALCB | RHG | NARH |
| Biarritz OL                                                |     | -    | -   | -    | -  | -    | -   | -    |
| SA Gazinet-Cestas                                          | -   |      | -   | -    | -  | -    | -   | -    |
| ROC Vaulx-en-Velin                                         | -   | -    |     | -    | -  | -    | -   | -    |
| ASTA Nantes                                                | -   | -    | -   |      | -  | -    | -   | -    |
| PR Poiré-sur-Vie                                           | -   | -    | -   | -    |    | -    | -   | -    |
| ALC Bouguenais                                             | -   | -    | -   | -    | -  |      | -   | -    |
| RH Gleizé                                                  | -   | -    | -   | -    | -  | -    |     | -    |
| Nantes ARH                                                 | -   | -    | -   | -    | -  | -    | -   |      |
| - Victoire à domicile - Match nul - Victoire à l'extérieur |     |      |     |      |    |      |     |      |

### Classement de la saison régulière
| Rang | Équipe | Pts | J | G | N | P | Bp | Bc | Diff |
| ---- | ------ | --- | - | - | - | - | -- | -- | ---- |
| 1    |        |     |   |   |   |   |    |    |      |
| 2    |        |     |   |   |   |   |    |    |      |
| 3    |        |     |   |   |   |   |    |    |      |
| 4    |        |     |   |   |   |   |    |    |      |
| 5    |        |     |   |   |   |   |    |    |      |
| 6    |        |     |   |   |   |   |    |    |      |
| 7    |        |     |   |   |   |   |    |    |      |
| 8    |        |     |   |   |   |   |    |    |      |
| 9    |        |     |   |   |   |   |    |    |      |
| 10   |        |     |   |   |   |   |    |    |      |

|     | Leader des poules de Nationale 2 |
|     | Qualification en Nationale 1     |
|     | Relégation en Nationale 3        |
| (T) | Tenant du titre                  |
| (P) | Promu ou repéché                 |
| (R) | Relégué de Nationale 1           |

| Rang | Équipe | Pts | J | G | N | P | Bp | Bc | Diff |
| ---- | ------ | --- | - | - | - | - | -- | -- | ---- |
| 1    |        |     |   |   |   |   |    |    |      |
| 2    |        |     |   |   |   |   |    |    |      |
| 3    |        |     |   |   |   |   |    |    |      |
| 4    |        |     |   |   |   |   |    |    |      |
| 5    |        |     |   |   |   |   |    |    |      |
| 6    |        |     |   |   |   |   |    |    |      |
| 7    |        |     |   |   |   |   |    |    |      |
| 8    |        |     |   |   |   |   |    |    |      |